# Anillo artiniano
En álgebra, un anillo {\displaystyle R} es artiniano por la izquierda si sus ideales por la izquierda satisfacen la condición de cadena descendente. Diremos que un anillo es artiniano si es artiniano por la izquierda y por la derecha. En los anillos conmutativos no se utiliza esta distinción, pues artiniano por un lado implica artiniano por el otro. Si un anillo es artiniano, entonces es noetheriano.

## Resultados conocidos
Si R es un anillo artiniano y J su radical de Jacobson, entonces R/J es semisimple y J es nilpotente. 
Todo anillo artiniano es perfecto. Esto implica toda una serie de buenas propiedades como que todo módulo tiene una cubierta proyectiva, así como que el límite directo de módulos proyectivos es proyectivo. También se verifica que todo módulo plano es proyectivo.

## Ejemplos
a) Los cuerpos y anillos de división.

b) Los anillos conmutativos en los que cada ideal primo es maximal

c) El anillo de las matrices de orden n sobre un cuerpo (teorema de Artin-Wedderburn)

d) Todo anillo noetheriano cuyo radical sea nilpotente.

- Datos: Q713084